# クッキンアイドル アイ!マイ!まいん! まいん歌のレシピ7
『クッキンアイドル アイ!マイ!まいん! まいん歌のレシピ(7)』（クッキンアイドル アイ!マイ!まいん! まいんうたのレシピなな）は、福原遥のコンピレーション・アルバムである。2013年3月20日にキングレコードから発売された。

## 内容
福原遥が主人公の柊まいんとして出演しているNHK・Eテレの料理番組『クッキンアイドル アイ!マイ!まいん!』で歌った曲を集めたCDアルバムの第7弾。
2013年3月の放送終了に伴い、本作が『クッキンアイドル アイ!マイ!まいん!』の最後のCDアルバムとなった。

## 収録曲

### CD
1. キャキャッとキャベツ
2. まぜまぜタイム
3. ころころがるるころガール
4. 不思議でステキなスムージー
5. おいしいがうれしい
6. プクプクのホワホワ
7. おかしな☆おかし
8. 世界マキマキ大作戦!
9. ゆらゆらカーニバル
10. スイーツ チャチャチャ
11. キラキラ夢のクリスマス
12. スイーツモンスター
13. 妖精のヒミツ
14. きらきら☆デコレーション
15. 明日のハピハピハッピネス!
16. みんなを笑顔に
17. しりとりシェイク
18. 準備ばっちり!
19. エンジョイクッキン!
20. おしゃべりシェイク
21. みんなでチャレンジ
22. 仲良くお料理
23. こんな感じ～?
24. クッキンタイマー
25. おいしいはすぐそこに
26. 今日のおさらい
27. おはなしスタート
28. 影でコソコソ…
29. こまったな～
30. イタズラ好きな妖精
31. ど、どうしちゃったの!?
32. ひらめきまいん!
33. スマイルのはじまり
34. ひとあんしん!
35. 何が起こるかな
36. アンハッピ～
37. じゃましないで～
38. とっても切ないの
39. あふれる想い
40. やすらぎの場所
41. やっぱ楽しく!
42. ハッピーエンド!?
43. ハッピー!クッキンタイム♪ 〜ドリームミックス〜

### DVD
1. ハッピー!クッキンタイム♪ 〜ドリームミックス〜（ショートバージョン）
2. ハッピー!クッキンタイム♪ 〜ドリームミックス〜（ショートバージョン、カラオケ＋歌詞付き）